# Centricity Music
Vous pouvez aider à l'améliorer ou bien discuter des problèmes sur sa page de discussion.
- Il ne cite pas suffisamment ses sources. Vous pouvez indiquer les passages à sourcer avec {{référence nécessaire}} ou {{Référence souhaitée}}, et inclure les références utiles en les liant aux notes de bas de page. (Marqué depuis avril 2024)
- Certaines informations devraient être mieux reliées aux sources mentionnées dans la bibliographie ou les liens externes. Améliorez sa vérifiabilité en les associant par des références. (Marqué depuis avril 2024)
- Il ne s’appuie pas, ou pas assez, sur des sources secondaires ou tertiaires. (Marqué depuis avril 2024)
- Son texte doit être wikifié : il ne correspond pas à la mise en forme Wikipédia (style, typographie, liens internes, liens entre les wikis, etc.). (Marqué depuis avril 2024)

- Archive Wikiwix
- Bing
- Cairn
- DuckDuckGo
- E. Universalis
- Gallica
- Google
- G. Books
- G. News
- G. Scholar
- Persée
- Qwant
- (zh) Baidu
- (ru) Yandex
- (wd) trouver des œuvres sur Wikidata

Centricity Music est un label de musique chrétienne contemporaine américain fondé à Washington. La liste du label inclut des artistes tels que Lauren Daigle, Jordan Feliz, Jason Gray, North Point Worship, Andrew Peterson et Needtobreathe. 

## Histoire
Centricity Music démarre en 2003 à l'initiative d'une famille de Seattle. Peu après, le label ouvre un bureau à Nashville. 
Centricity Music abrite des studios d'enregistrement et des maisons d'éditions. Le label est connu pour l'attention accordée au développement de l'artiste. Glen Lavender déclare : « La philosophie de Centricity est davantage centrée sur 'l'ascension de l'artiste' Cela prend du temps de faire évoluer un artiste. Ce n'est généralement pas ainsi que les choses se font [avec les labels de nos jours], mais cela a plus de sens »[réf. nécessaire].
Le premier album publié de Centricity est Wide-Eyed and Mystified en mai 2006. Puis, le label sort des morceaux de Jaime Jamgochian et Circleslide en 2006 également. 
Wide-Eyed and Mystified est distribué par Warner Music Group, mais en mars 2010 Centricity signe un nouveau contrat avec Universal Music Group dans le but de faire paraître toutes les futures et anciennes sorties.

## Artistes publiés

### Actif
L'industrie musicale chrétienne compte de nombreux artistes actifs, parmi lesquels Andrew Peterson, Apollo LTD, Bay Turner et Brandon Heath. On y trouve également des groupes comme Centricity Worship et des chanteurs tels que Chris Renzema, Coby James, et Jason Gray. D'autres artistes notables incluent John Allan, Jordan Feliz, et Katy Nichole. Lauren Daigle, Mack Brock, et Natalie Layne contribuent également à la scène musicale, tout comme North Point Worship, Patrick Mayberry, Skye Peterson, et Unspoken.

### Ancien
Jared Anderson est un artiste connu pour ses œuvres inspirantes, tandis que Bethlehem Skyline, Carrollton et Circleslide apportent chacun une touche unique à la musique chrétienne contemporaine. Jonny Diaz, avec ses mélodies émouvantes, et Downhere, dont les chansons profondes touchent le cœur, sont également des figures importantes du genre. Neon Feather, Grayson/Reed et Lanae' Hale ajoutent leurs voix distinctives à cette scène musicale diversifiée. High Valley et Caitie Hurst enrichissent la variété avec leurs styles personnels, tout comme Jaime Jamgochian et Daniel Kirkley, qui apportent une profondeur spirituelle à leurs compositions. Lindsay McCaul et Me in Motion, suivis de Matt Papa et Remedy Drive, continuent de captiver avec leurs performances inspirantes. For All Seasons et Aaron Shust, ainsi que Sixteen Cities et JJ Weeks Band, complètent ce panorama riche et varié d’artistes qui façonnent la musique chrétienne moderne.